# Bahnbetriebswerk Hagenow Land

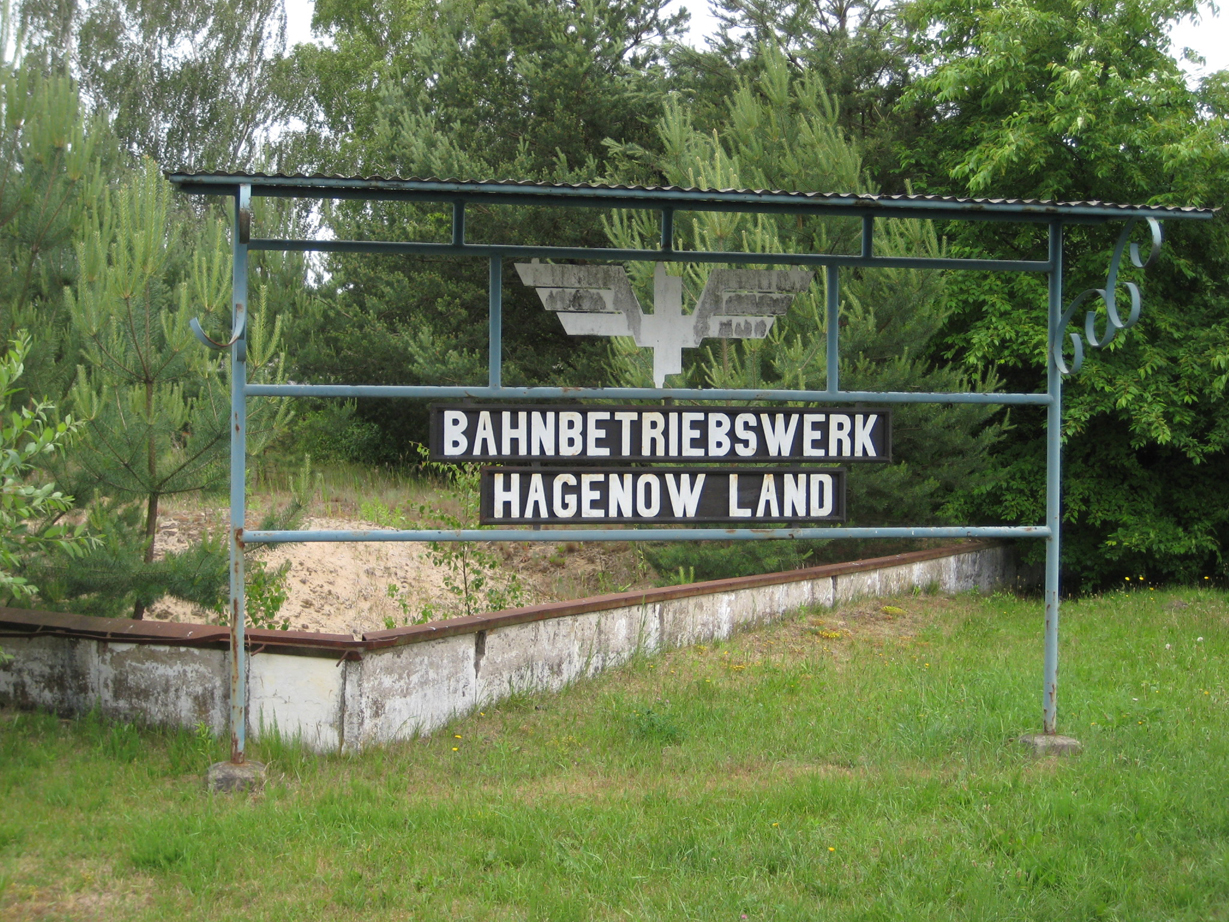
Ehemaliger Eingang zum Bw Hagenow (2012)

Das Bahnbetriebswerk Hagenow Land (kurz Bw Hagenow Land) ging 1928 an der Bahnstrecke Berlin–Hamburg östlich des Bahnhofs Hagenow Land in Betrieb und diente der Wartung, Reparatur und Bereithaltung von Dampf- und später Diesellokomotiven, die in Hagenow beheimatet waren oder dort Zugleistungen erbrachten. Aus Rationalisierungsgründen wurde das Bw 1993 zur Einsatzstelle herabgestuft und Ende 1996 geschlossen. 1999 übernahm das private Eisenbahnunternehmen D & D das Areal und nutzte den Lokschuppen seitdem für die Unterstellung der eigenen Lokomotiven.

## Geschichte

Unmaßstäbliches Gleisbild vom Lokbahnhof Hagenow der Mecklenburgische Eisenbahngesellschaft (1900)

Vor Eröffnung des Bw Hagenow Land im Jahre 1928 existierten zwei eigenständige Lokbahnhöfe in Hagenow. Der erste Lokbahnhof befand sich direkt an der Hauptstrecke von Berlin nach Hamburg (Standort). Er wurde 1846 von der Berliner-Hamburger Eisenbahn-Gesellschaft eröffnet und später von der Preußischen Staatseisenbahn übernommen. Der zweite Lokbahnhof stammte von der Mecklenburgischen Eisenbahngesellschaft (später Großherzoglich Mecklenburgische Friedrich-Franz-Eisenbahn) und nahm 1847 mit Eröffnung der Bahnstrecke nach Schwerin den Betrieb auf (Standort). Beide Dienststellen blieben bis zur Bildung der Deutschen Reichsbahn eigenständig. Im Jahre 1922 fasste man dann die beiden Dienststellen zusammen und unterstellte sie der Reichsbahndirektion Altona. Zu dieser Zeit wurde auch der seit 1847 bestehende Lokschuppen abgebrochen. Der Wagenschuppen, zwischenzeitlich mehrfach umgebaut und verschiedentlich genutzt, steht heute noch (Standort).

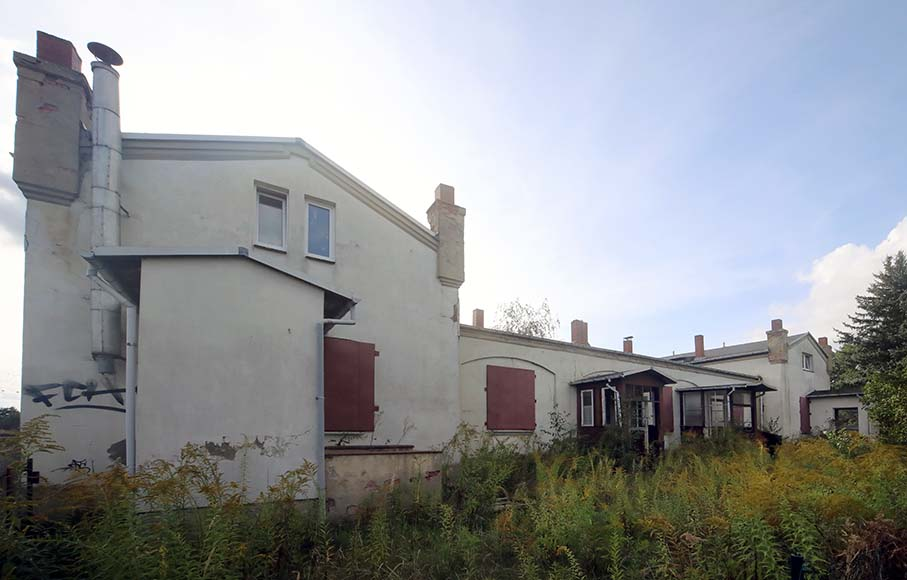
Der frühere Wagenschuppen des Mecklenburger Lokbahnhofs wurde zu einem Wohnhaus umgebaut. Im Jahr 2021 stand das Gebäude leer

Zwischen 1926 und 1928 baute die Reichsbahndirektion Altona ein modernes Bw an der Hauptstrecke zwischen Berlin und Hamburg mit neungleisigem Ringlokschuppen und einer vorgelagerten 23-Meter-Drehscheibe. Mit Errichtung des ca. 33 Meter hohen Wasserturmes wurde zudem ein weithin sichtbares Wahrzeichen geschaffen. Am 1. Oktober 1945 kam das Bw zur Reichsbahndirektion Schwerin

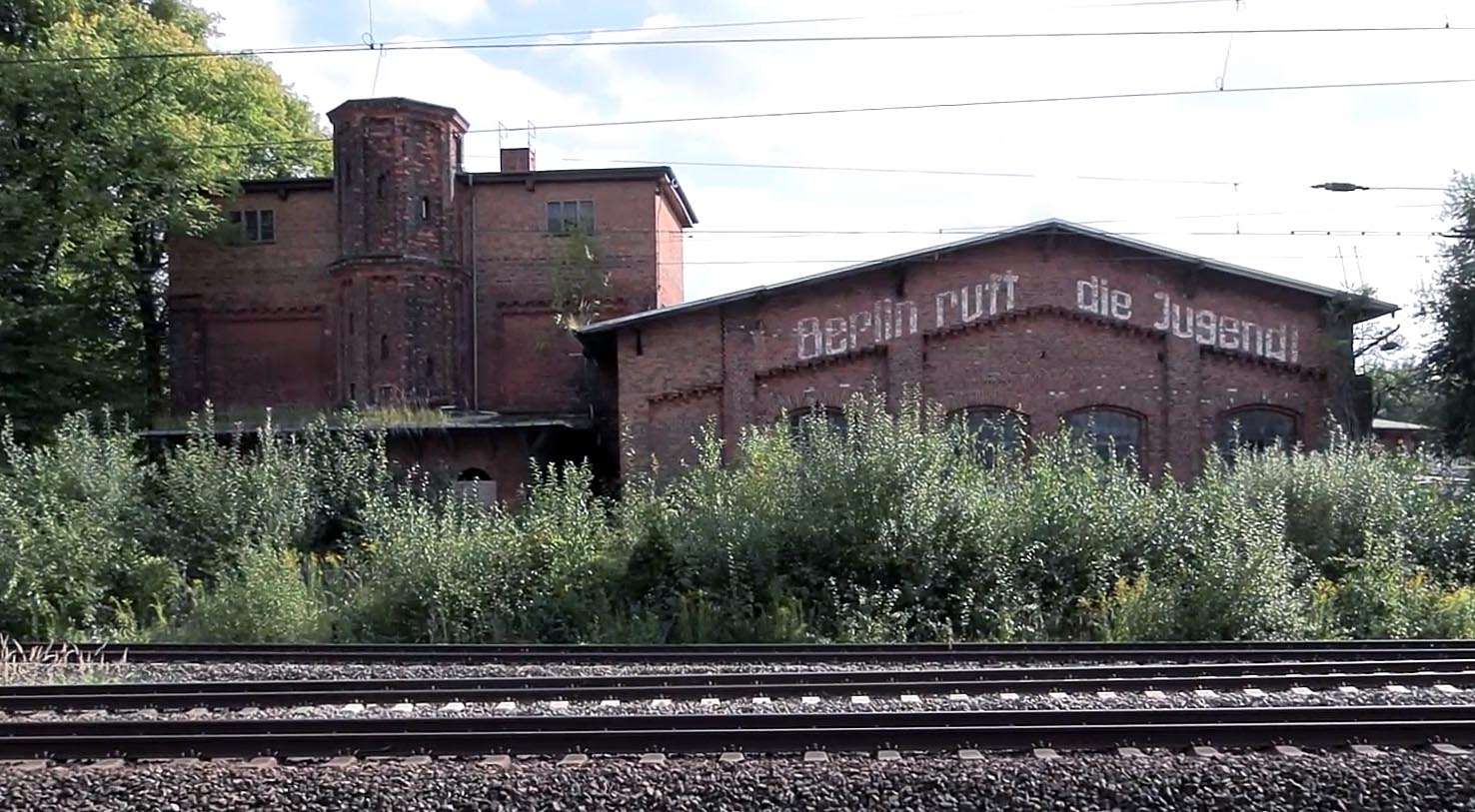
Die 1951 am Lokschuppen des ehemaligen preußischen Bahnbetriebswerkes angebrachte Parole warb für die Ostberliner Weltfestspiele der Jugend. Links der frühere Wasserturm. Im oberen Bereich, in dem früher das Wasser gespeichert wurde, hatte zur DDR-Zeit die Betriebskampfgruppe des Bw ihre Räume

Nach der Wende begann der Niedergang des Bw Hagenow Land. Aufgrund des Bedeutungsverlustes wurde die Dienststelle am 30. November 1993 aufgelöst und das Werk dem Bahnbetriebswerk Schwerin als Einsatzstelle zugewiesen. Am 3. Dezember 1996 kam das endgültige Aus für das Werk bei der Deutschen Bahn AG. Nach einigen Jahren des Stillstandes übernahm 1999 die private D & D Eisenbahngesellschaft das Areal und richtete dort ihren Firmensitz mit Betriebswerkstätte ein. Seit 2024 nutzt die Ahrensburger Firma Hamburger Rail Service die Anlage.

### Das frühere preußische Betriebswerk
Etwa 100 Meter weiter westlich liegt das frühere um 1890 gebaute preußische Bahnbetriebswerk. Nach Inbetriebnahme des neuen Bw wurde es bis 1993 von der Reichsbahn als Wagenausbesserungsstelle (WAS) genutzt. Danach verfielen die Gebäude. In den Jahren des Leerstands stürzten große Teile der Bedachung des achtständigen Rundschuppens ins Gebäude. Weitere Zerstörungen entstanden durch Vandalismus. Lange fand die Deutsche Bahn keinen Käufer für Gebäude und Gelände, bis 2022 die Berliner Firma Lakestar Properties um den irischen Investor Glenn Pearson alles übernahm. Das Unternehmen ist an der Sanierung und Vermarktung alter Gebäude interessiert. In Berlin hat Lakestar 2010 den Palmkernölspeicher von 1881 saniert und zu großen Wohnungen umgebaut.

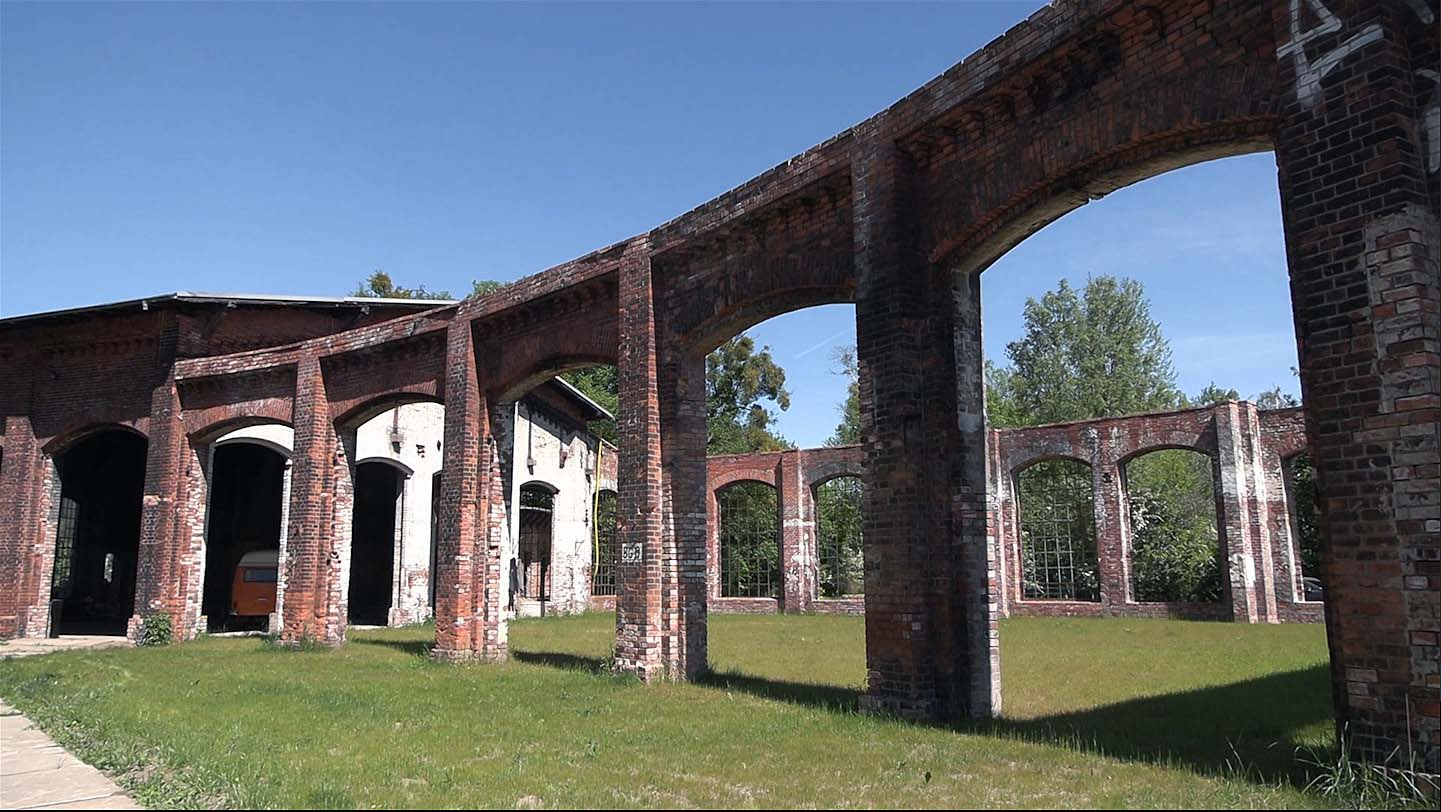
Vom alten preußischen Lokschuppen stehen zum Teil nur noch die Außenwände. Darin will der neue Eigentümer einen Neubau errichten

Seit der Übernahme durch Lakestar sind alle für die Nutzung als WAS entstandenen Einbauten aus dem ehemaligen Lokschuppen entfernt. Von fünf Ständen stehen nur noch die Außenmauern, die gesichert und repariert wurden. Bis auf eine große Wagenhalle aus den 1940er-Jahren wurden auch alle Nebengebäude auf dem Gelände abgetragen. Laut Pearson ist geplant, innerhalb der Mauern ein neues Gebäude zu errichten.
Der alte Rundschuppen ist für die 1951 angebrachte Parole „Berlin ruft die Jugend!“ bekannt. Der noch heute gut lesbare Schriftzug warb für die Weltfestspiele der Jugend und Studenten in Ostberlin.

## Lokomotivbestand
Nach Aussonderung der Schad- und Fremdlokomotiven nach dem Zweiten Weltkrieg befanden sich am 14. Dezember 1947 folgende Lokomotiven im Bw:
- Baureihe 3810–40: 2 Stück
- Baureihe 5710–35: 15 Stück
- Baureihe 9119: 1 Stück
- Baureihe 930–4: 1 Stück

Ab 1961 verkehrten in Hagenow zunächst Lokomotiven der Baureihe 5035. Sie ersetzte man ab 1966 durch Lokomotiven der Baureihe 5040 (Bestand 1969: 26 Stück). Zudem befand sich eine Lokomotive der Baureihe 64 im Bestand. 1962 hatte mit der Übernahme der Baureihe V 6010 bereits der Traktionswandel im Rangierdienst begonnen. 1971 ging die Anzahl der Lokomotiven der Baureihe 5040 auf 16 Stück zurück und die Baureihe 64 verschwand vollständig. Im Gegenzug kamen Diesellokomotiven der Baureihe 110 und 120 für den Streckendienst nach Hagenow.
Aufgrund der Energiekrise zu Beginn der 1980er Jahre kamen wieder Lokomotiven der Baureihe 5035 in das seit 1975 dampffreie Bw und verblieben dort bis Mai 1986 im Plandienst.

## Einsatzstellen

Unmaßstäbliches Gleisbild der zum Bw Hagenow Land gehörenden Einsatzstelle Ludwigslust (1950)

Nach dem Zweiten Weltkrieg waren dem Bw Hagenow Land insgesamt vier Einsatzstellen zugeteilt. Die ersten beiden Einsatzstellen waren Ludwigslust (ab 1945) und Malliß (ab 1946). Boizenburg und Neuhaus (Elbe) kamen am 1. Januar 1950 hinzu. Alle vier Einsatzstellen wurden dann nach und nach in den kommenden Jahrzehnten geschlossen.